# Auerbach in der Oberpfalz
Auerbach in der Oberpfalz (ufficialmente Auerbach i. d. OPf.) è una città tedesca situata nel circondario di Amberg-Sulzbach, nel land della Baviera.